# Tillbaka till kärleken
Tillbaka till kärleken är en amerikansk film från 2000 i regi av Don Ross.

## Handling
Buddy Amaral (Ben Affleck) är på hemväg från ett affärsmöte men blir sittande på flygplatsen. Där möter han familjefadern Greg Janello (Tony Goldwin) som också är på väg hem. Buddy erbjuder Greg sin biljett och stannar själv kvar. Men morgonen efter blir han väckt av nyheten att planet havererat. Han har skuldkänslor och sjunker in i alkoholens dimmor. När han kommer ut därifrån vill han gottgöra Gregs fru Abby.

## Rollista (urval)
- Ben Affleck - Buddy Amaral
- Gwyneth Paltrow - Abby Janello
- Natasha Henstridge - Mimi Prager
- Edward Edwards - Ron Wachter
- Jennifer Grey - Janice Guerrero
- Tony Goldwyn - Greg Janello
- Johnny Galecki - Seth
- Joe Morton - Jim